# 立窝尼亚的玛丽亚
玛丽·冯·利夫兰（1560年—1610年5月13日），又被叫做斯塔里察的玛丽亚（Maria of Staritsa），生于俄罗斯特维尔的斯塔里察，是莫斯科大公国的公主和立窝尼亚的王后。
她是王公斯塔里察的弗拉基米尔与公主欧多克茜亚·奥多耶夫斯卡娅（王公奥多耶夫斯基之女）的女儿，从她父系的血缘可以追溯到拜占庭帝国皇帝曼努埃尔二世·帕莱奥罗哥斯（1391年－1425年在位）。
玛丽亚是斯塔里察的符拉基米尔唯一存活下来的女儿，1573年嫁给利沃尼亚国王马格努斯（丹麦的克里斯蒂安三世之子）。
1574年4月12日，她在维里基诺夫哥罗德与立窝尼亚的马格努斯结婚，他们生了两个孩子：
1. 玛丽·奥尔登堡 (1580年7月－1597年)。
2. 欧多克西亚·奥尔等堡 (1581年－1588年)。

在其夫君離世後，她在傑羅姆·荷塞的護送下由利沃尼亚联邦轉至戈东诺夫的教區。雖然荷塞許諾會迎娶瑪麗亞，然而戈东诺夫卻急於擺脫掉另一個潛在的王位繼承人。結果她就被強迫戴上了面紗而送去毗鄰謝爾蓋聖三一修道院的一個女修院。
1609年時其曾與聲稱自己是沙皇的假表弟偽德米特里二世溝通過。她之後的經歷未有留下記錄。